# HIV/AIDS và nam có quan hệ tình dục với nam
Kể từ các báo cáo về sự xuất hiện và lây lan của virus gây suy giảm miễn dịch ở người (HIV) ở Hoa Kỳ trong thập niên 1970 và 1980, các nhà dịch tễ học và chuyên gia y tế thường liên kết đại dịch HIV/AIDS với những người đồng tính nam, song tính và những người nam có quan hệ tình dục với nam (MSM) khác. Trên thế giới, năm 2014, tỷ lệ nhiễm HIV ở các cặp đồng tính luyến ái được ước tính trong khoảng 2-5%. Tỷ lệ lây nhiễm HIV khi quan hệ tình dục đồng tính được ước tính là cao hơn so với quan hệ tình dục khác giới.

## Danh sách tỷ lệ nhiễm HIV ước tính theo quốc gia
Phủ nhận về nội dung: Tỉ lệ nhiễm HIV ước tính có thể không chính xác. Ví dụ: UNAIDS báo cáo tỷ lệ nhiễm HIV trong nhóm MSM ở Úc là 18,1%, nhưng tỷ lệ thực tế do Liên đoàn AIDS Úc báo cáo là 7,9%. Điều này là do UNAIDS dựa trên mẫu thuận tiện gồm những nam giới có nguy cơ nhiễm HIV cao hơn và do đó không phản ánh chính xác dân số MSM.
| Quốc gia               | Tỷ lệ nhiễm HIV ước tính trong nhóm MSM (%) |
| ---------------------- | ------------------------------------------- |
| Afghanistan            | 0,5                                         |
| Albania                | 2,0                                         |
| Algérie                | 2,4                                         |
| Argentina              | 15,7                                        |
| Armenia                | 5,0                                         |
| Úc                     | 8,1                                         |
| Azerbaijan             | 2,6                                         |
| Bahamas                | 19,6                                        |
| Bangladesh             | 1,7                                         |
| Barbados               | 2,8                                         |
| Belarus                | 5,8                                         |
| Bỉ                     | 12,3                                        |
| Belize                 | 13,9                                        |
| Bénin                  | 7,0                                         |
| Bolivia                | 25,8                                        |
| Bosna và Hercegovina   | 1,1                                         |
| Botswana               | 14,8                                        |
| Brazil                 | 18,3                                        |
| Burkina Faso           | 1,9                                         |
| Burundi                | 4,8                                         |
| Cabo Verde             | 15,0                                        |
| Campuchia              | 4,0                                         |
| Cameroon               | 20,6                                        |
| Canada                 | 6,7                                         |
| Cộng hòa Trung Phi     | 3,4                                         |
| Trung Quốc             | 5,4                                         |
| Colombia               | 17,0                                        |
| Cộng hòa Congo         | 41,2                                        |
| Costa Rica             | 15,4                                        |
| Bờ Biển Ngà            | 7,7                                         |
| Croatia                | 2,8                                         |
| Cuba                   | 5,6                                         |
| Cộng hòa Séc           | 4,8                                         |
| Cộng hòa Dân chủ Congo | 7,1                                         |
| Cộng hòa Dominica      | 4,0                                         |
| Ecuador                | 10,2                                        |
| Ai Cập                 | 6,7                                         |
| El Salvador            | 14,4                                        |
| Eswatini               | 27,2                                        |
| Fiji                   | 0,5                                         |
| Phần Lan               | 0,4                                         |
| Pháp                   | 14,0                                        |
| Gambia                 | 34,4                                        |
| Đức                    | 15                                          |
| Ghana                  | 4,9                                         |
| Hy Lạp                 | 12,7                                        |
| Guatemala              | 9,0                                         |
| Guyana                 | 4,9                                         |
| Haiti                  | 4,5                                         |
| Honduras               | 10                                          |
| Hungary                | 4,1                                         |
| Ấn Độ                  | 3,3                                         |
| Indonesia              | 17,9                                        |
| Ireland                | 9,0                                         |
| Ý                      | 30,0                                        |
| Jamaica                | 29,8                                        |
| Nhật Bản               | 4,8                                         |
| Jordan                 | 0,2                                         |
| Kazakhstan             | 6,9                                         |
| Kenya                  | 18,2                                        |
| Kyrgyzstan             | 6,6                                         |
| Lào                    | 4,1                                         |
| Latvia                 | 7,8                                         |
| Liban                  | 12                                          |
| Lesotho                | 32,9                                        |
| Liberia                | 19,8                                        |
| Libya                  | 3,1                                         |
| Litva                  | 3,0                                         |
| Madagascar             | 14,9                                        |
| Malawi                 | 12,9                                        |
| Malaysia               | 21,6                                        |
| Mali                   | 12,6                                        |
| Mauritanie             | 23,4                                        |
| Mauritius              | 17,2                                        |
| México                 | 11,9                                        |
| Mông Cổ                | 7,7                                         |
| Montenegro             | 12,5                                        |
| Maroc                  | 4,9                                         |
| Myanmar                | 8,8                                         |
| Nepal                  | 5,0                                         |
| Hà Lan                 | 0,3                                         |
| New Zealand            | 6,5                                         |
| Nicaragua              | 8,8                                         |
| Niger                  | 6,4                                         |
| Nigeria                | 25                                          |
| Pakistan               | 3,7                                         |
| Panama                 | 8,3                                         |
| Paraguay               | 21,9                                        |
| Peru                   | 10,0                                        |
| Philippines            | 5,0                                         |
| Ba Lan                 | 7,2                                         |
| Bồ Đào Nha             | 5,9                                         |
| Moldova                | 11,4                                        |
| Bắc Macedonia          | 5,4                                         |
| România                | 18,2                                        |
| Saint Kitts và Nevis   | 1,3                                         |
| Sénégal                | 27,6                                        |
| Serbia                 | 6,0                                         |
| Seychelles             | 13,2                                        |
| Sierra Leone           | 3,4                                         |
| Singapore              | 2,2                                         |
| Slovenia               | 1,0                                         |
| Nam Phi                | 29,7                                        |
| Hàn Quốc               | 3,0                                         |
| Tây Ban Nha            | 16                                          |
| Sri Lanka              | 0,2                                         |
| Sudan                  | 0,8                                         |
| Thụy Điển              | 2,0                                         |
| Thụy Sĩ                | 8,0                                         |
| Tajikistan             | 2,3                                         |
| Thái Lan               | 11,9                                        |
| Đông Timor             | 1,3                                         |
| Togo                   | 22,0                                        |
| Trinidad và Tobago     | 26,6                                        |
| Tunisia                | 8,2                                         |
| Uganda                 | 12,7                                        |
| Ukraina                | 3,9                                         |
| United Kingdom         | 8                                           |
| Tanzania               | 8,4                                         |
| Hoa Kỳ                 | 14,5                                        |
| Uruguay                | 8,5                                         |
| Uzbekistan             | 3,7                                         |
| Việt Nam               | 13,3                                        |
| Yemen                  | 5,9                                         |
| Zimbabwe               | 21,1                                        |

## Theo quốc gia

### Hà Lan
Năm 2003, một nghiên cứu về đồng tính nam ở Hà Lan được công bố trong tạp chí AIDS phát hiện ra rằng "thời gian có quan hệ ổn định" với mỗi bạn tình chỉ là 1 năm rưỡi, và mỗi đồng tính nam có trung bình 8 đối tác tình dục mỗi năm.

### Hoa Kỳ
Thống kê của Trung tâm kiểm soát dịch bệnh Mỹ năm 2011 cho biết: nam đồng tính có khả năng nhiễm HIV cao gấp 44 tới 86 lần so với nam giới bình thường, và cao gấp 40 tới 77 lần so với nữ giới. Năm 2009, thống kê cho biết có 61% số ca nhiễm HIV mới ở Mỹ là đồng tính hoặc song tính (bisexual), dù nhóm này chỉ chiếm khoảng 2% dân số Mỹ. Theo trung tâm kiểm soát dịch bệnh Hoa Kỳ, những người đồng tính nam có quan hệ tình dục đồng tính là nhóm có tỷ lệ nhiễm HIV cao nhất ở Hoa Kỳ. Năm 2017, người đồng tính nam và song tính chiếm 70% (27.000) trong số 38.739 ca nhiễm HIV mới ở Hoa Kỳ. Hầu hết những người đồng tính nam bị nhiễm HIV khi quan hệ tình dục qua đường hậu môn, bởi đây là loại quan hệ tình dục tạo ra nguy cơ lây nhiễm HIV cao nhất. Trung tâm kiểm soát và phòng ngừa dịch bệnh Hoa Kỳ (CDC) khuyến nghị tất cả những người có hoạt động tình dục đồng tính nam nên đi xét nghiệm HIV ít nhất một lần mỗi năm. Một số người đồng tính nam thì nên đi xét nghiệm cứ sau 3 đến 6 tháng. Theo thống kê năm 2010, trong tổng số hơn 12.000 thanh niên Mỹ nhiễm HIV/AIDS thì có tới 72% số người có quan hệ tình dục đồng giới. Gần một nửa số ca nhiễm HIV ở nam giới đồng tính và song tính xảy ra chủ yếu ở 7 thành phố: New York, Los Angeles, Miami, Atlanta, Chicago, Dallas và Houston.
Năm 2010, báo cáo của Trung tâm kiểm soát và phòng ngừa dịch bệnh (Hoa Kỳ) (CDC) cho biết trong số các ca nhiễm HIV mới ở Hoa Kỳ thì số ca là nam thanh niên đồng tính trẻ tuổi cao hơn rất nhiều so với mức chung, có nhiều nguyên nhân cho việc này:
- Tỷ lệ bị nhiễm HIV trong cộng đồng đồng tính luyến ái nam vốn cao, làm tăng khả năng lây nhiễm trong cộng đồng so với dân số thông thường.[21]
- Các yếu tố xã hội như thành kiến và thiếu khả năng tiếp cận hệ thống y tế đối với cộng đồng này.
- Nam giới trẻ có quan hệ đồng giới thường có các hành vi nguy cơ cao (như quan hệ tình dục với nhiều hơn 4 bạn tình, tiêm chích ma túy).

### Vưong quốc Anh
Theo Cơ quan bảo vệ sức khỏe Anh, cứ trong 20 người đàn ông có quan hệ tình dục đồng tính ở Anh thì có một người bị nhiễm HIV, riêng tại Luân Đôn tỉ lệ này là 1/12.

### Châu Phi
Cộng đồng đồng tính luyến ái châu Phi bị ảnh hưởng nặng bởi nhiễm HIV và các nghiên cứu cho thấy tỷ lệ mắc bệnh cao hơn đáng kể ở nam giới có quan hệ tình dục đồng tính so với dân số nói chung. Ở Sénégal, 21,7% nam giới đồng tính bị nhiễm HIV so với 0,7% trong dân số nói chung, 40% nam giới đồng tính bị nhiễm HIV so với trung bình 6,1% ở Kenya.

### Thái Lan
Tại Thái Lan, nhóm nam quan hệ đồng giới có tỷ lệ nhiễm HIV là 7,1%, trong khi nhóm nam giới bán dâm là 12,2%. Quanh vùng khu vực Bangkok - nơi tập trung những người đồng tính - theo báo cáo năm 2010 có 31% nhiễm HIV. Tỷ lệ người nhiễm giang mai đã phát hiện và đang điều trị là 24,4%. Trung bình cứ 3 người Thái đồng tính nam ở Bangkok thì có một người nhiễm HIV, cứ 4 người là có một người nhiễm giang mai. Theo một nghiên cứu năm 2006 của UNAIDS, 80% MSM dương tính với HIV chưa bao giờ được xétử nghiệm hoặc nghĩ rằng họ không nhiễm HIV.

### Việt Nam
Tại Việt Nam, Bộ Y tế ước tính cả nước có khoảng 300.000 người thuộc nhóm MSM. Tỷ lệ nhiễm HIV tăng rất nhanh ở nhóm này, từ 2012-2020 tăng hơn 5 lần, từ 2,3% lên 13,3%. So với những năm đầu đại dịch HIV/AIDS, tỉ lệ MSM nhiễm HIV cao nhất, vượt qua nhóm tiêm chích ma túy và mại dâm. Trong năm 2022, số ca nhiễm mới HIV trong nhóm MSM chiếm 47% tổng số ca nhiễm HIV mới ở Việt Nam. Quan hệ đồng tính nam có nguy cơ bị nhiễm HIV cao gấp 20 lần gái mại dâm.